# Nu'utele
Nu'utele is een onbewoond eiland 1,3 km ten zuidoosten van Cape Tapaga op Upolu, een van de twee hoofdeilanden van Samoa. Nu'utele is het grootste van de vier Aleipata eilanden, en heeft een oppervlakte van zo'n vierkante kilometer.
Samen met Nu'ulua, een kleiner eiland in de Aleipata groep, herbergt het eiland vele inheemse vogelsoorten. Het terrein van Nu'utele is steil, en er zijn kliffen tot 180 m hoog.

## Externe links

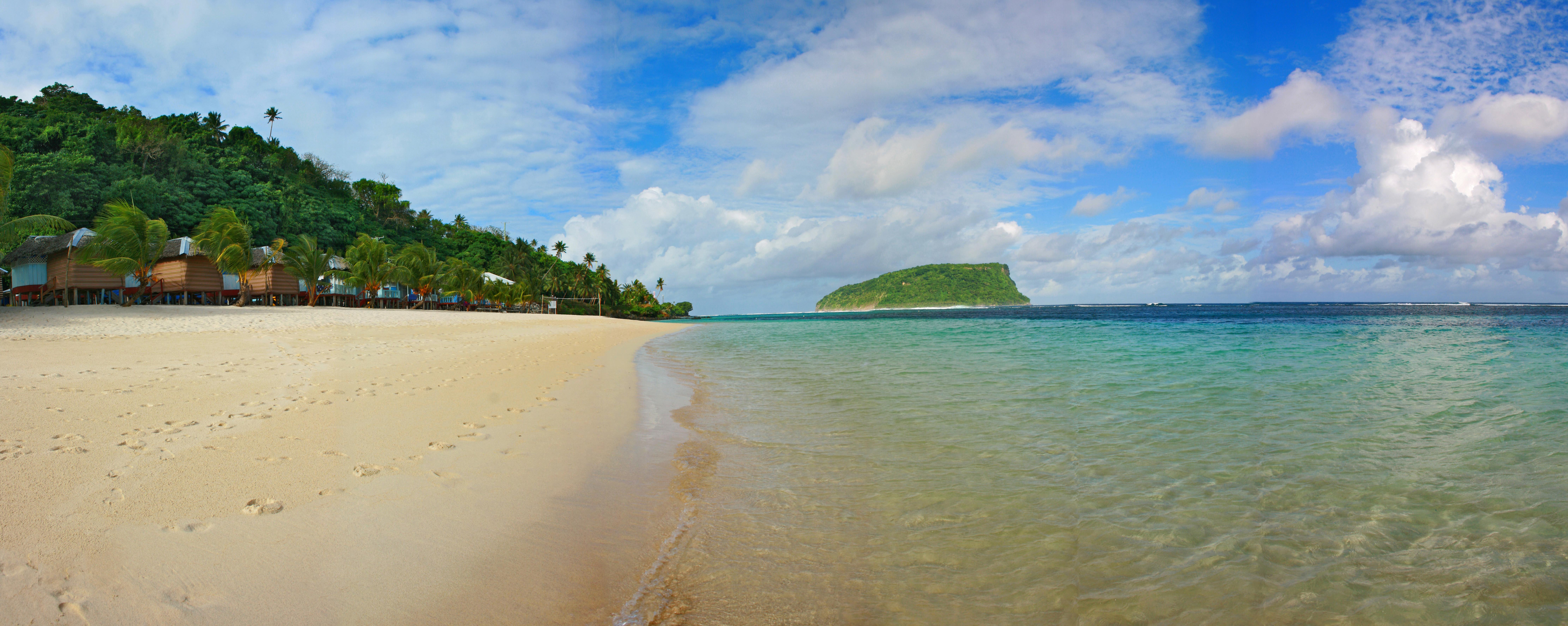
Nu'utele gezien vanaf het strand van Lalomanu, 2007